# Bene Sachnin
Bene Sachnin (hebr.: איחוד בני סכנין, Ihud Bene Sachnin, ar.: اتحاد أبناء سخنين, Ittihad Abna Sakhnin) – izraelski klub piłkarski założony w roku 1996, mający siedzibę w mieście Sachnin. Stadionem zespołu jest Stadion Doha, mający pojemność 5.000 miejsc.
Zespół występuje na szczeblu rozgrywek Ligat ha’Al. Bene Sachnin jest najbardziej utytułowanym arabskim klubem w Izraelu - jest zdobywcą Pucharu Izraela w 2004 roku.

## Sukcesy
- Puchar Izraela
  - 2004

## Kibice
Kibicami Bene Sachnin są w zdecydowanej większości Arabowie mieszkający w Izraelu, lecz drużyna posiada także fanów pochodzenia żydowskiego.
Wielkie spotkania (jak na przykład z Beitarem Jerozolima) są wielkim świętem dla kibiców. W takich meczach bardzo często dochodzi do dramatycznych spotkań, a trybuny są w pełni wypełnione.

## Pozycje w Ligat ha’Al (I liga izraelska)
| 1 | 0 | 7  | 0 |
| 2 | 0 | 8  | 0 |
| 3 | 0 | 9  | 0 |
| 4 | 1 | 10 | 2 |
| 5 | 0 | 11 | 0 |
| 6 | 0 | 12 | 1 |

## Europejskie puchary
Legenda do wszystkich tabel:
- Q – runda eliminacyjna, 1/16, 1/8, 1/4, 1/2 – odpowiednia faza rozgrywek, Grupa – runda grupowa, 1r gr – pierwsza runda grupowa, 2r gr – druga runda grupowa, F – finał, R – runda, PO – play-off
- k. – rzuty karne, los. – losowanie, Dogr. – dogrywka, w. – zasada bramek strzelonych na wyjeździe

| Sezon   | Rozgrywki        | Runda | Przeciwnik          | Dom | Wyjazd | Ogólnie |
| ------- | ---------------- | ----- | ------------------- | --- | ------ | ------- |
| 2004/05 | Puchar UEFA      | 2Q    | Partizani Tirana    | 3–0 | 3–1    | 6–1     |
| 2004/05 | Puchar UEFA      | 1R    | Newcastle United    | 1–5 | 0–2    | 1–7     |
| 2008    | Puchar Intertoto | 2R    | Renowa              | 1–0 | 2–1    | 3–1     |
| 2008    | Puchar Intertoto | 3R    | Deportivo La Coruña | 1–2 | 0–1    | 1–3     |

## Rekordy
- Najwięcej goli: 61 Hana Farhoud (19??-01)
- Najwięcej goli w sezonie: 16 Oren Muharer, Liga Leumit (II liga izraelska), 2000-01
- Najwięcej goli w jednym spotkaniu: 3 Samir Zampir przeciwko SK Ness Cijjona, 6 marca 1999 / 3 Wissam Isami przeciwko Hapoel Bat Jam, 21 maja 1999 / 3 Oren Muharer przeciwko Hapoel Jerozolima, 31 października 1999
- Najwięcej goli w sezonie (drużyna): 56 1998-99